# Paranoid Park
Paranoid Park è un film del 2007 diretto da Gus Van Sant e tratto dall'omonimo romanzo di Blake Nelson. Il film, ambientato a Portland, Oregon, è la storia di uno skateboarder adolescente (interpretato da Gabe Nevins) sullo sfondo di un'indagine della polizia su una morte misteriosa.
Van Sant ha scritto la bozza della sceneggiatura due giorni dopo aver letto e deciso di adattare il romanzo di Nelson. Per interpretare i giovani del film, Van Sant ha pubblicato un casting aperto sul social MySpace invitando gli adolescenti a fare un'audizione per i ruoli parlati, così come gli skateboarder esperti a recitare come comparse. Le riprese sono iniziate nell'ottobre 2006 e si sono svolte in varie località a Portland e dintorni. Le scene dell'immaginario Eastside Skatepark sono state girate al Burnside Skatepark che, come l'Eastside, è stato costruito illegalmente dagli skateboarders.
Paranoid Park è stato presentato in anteprima il 21 maggio 2007 al Festival di Cannes ed ha avuto una distribuzione limitata nei cinema il 7 marzo 2008. Ha incassato oltre 4.481.000 dollari a fronte di un budget di 3 milioni di dollari. Il film ha ricevuto recensioni per lo più positive; alcuni critici hanno elogiato in particolare la regia e la cinematografia, anche se altri hanno ritenuto che il film fosse eccessivamente stilizzato e dal ritmo lento. Ha vinto un Independent Spirit Award, due premi Boston Society of Film Critics e il premio speciale per il 60º anniversario del Festival di Cannes.

## Trama
Sebbene il film sia raccontato in ordine non cronologico, per comodità la seguente sinossi racconta la trama del film in ordine.
Alex, uno skateboarder di 16 anni, viaggia clandestinamente su un treno merci insieme ad un uomo di nome Scratch che ha appena conosciuto all'Eastside Skatepark di Portland, meglio noto come "Paranoid Park". Mentre il treno si muove, una guardia di sicurezza nota i due, li insegue e cerca di farli scendere colpendo Scratch con la sua torcia. Durante il corpo a corpo, Alex lo colpisce con lo skateboard e la guardia, perdendo l'equilibrio, cade su un altro binario nel preciso momento in cui sta giungendo un altro treno merci. Sconvolto per l'accaduto, Alex cerca di distruggere alcune delle prove. Ad esempio, lancia il suo skateboard nel fiume Willamette dallo Steel Bridge e quando arriva a casa del suo amico Jared, si fa una doccia e si sbarazza dei vestiti che indossava.
Qualche tempo dopo, mentre è a scuola, Alex e molti altri studenti che praticano skateboard vengono interrogati dal detective Richard Lu. A quanto pare, la polizia ha trovato uno skateboard vicino alla scena del crimine sul quale è stato trovato del DNA. Il detective aggiunge che l'analisi del DNA permetterà di scoprire l'identità dell'assassino. Sconvolto da tutto questo, Alex si rifugia nel silenzio e nelle bugie.
Per tutto il film Alex tiene per sé quanto accaduto e non si confida con nessun altro. Dopo aver fatto sesso impassibile con la sua ragazza, Jennifer, la lascia. Una delle sue amiche, Macy, si accorge che il ragazzo sembra essere preoccupato per qualcosa e gli consiglia di annotare tutto ciò che lo preoccupa se non altro come una catarsi. Inizialmente Alex rifiuta l'idea, ma alla fine scrive cosa è successo la notte dell'omicidio. Dopo aver completato lo scritto, Alex brucia il tutto.

## Produzione
Gus Van Sant ha scelto di adattare il romanzo Paranoid Park dello scrittore statunitense Blake Nelson in un film con lo stesso nome perché era ambientato nella sua città natale di Portland, Oregon, perché lui stesso era uno skateboarder dilettante e perché trovava la storia particolarmente interessante. Quando ha letto per la prima volta il romanzo, stava accumulando le finanze per un altro film, ma ha abbandonato il progetto e ha deciso invece di scrivere una sceneggiatura basata sulla storia di Nelson. La sua prima bozza della sceneggiatura fu scritta in due giorni, e la bozza finale era lunga solo 33 pagine.
Come fece per il suo film del 2003 Elephant, Van Sant ha cercato giovani attori non professionisti per interpretare i ruoli principali, e così ha creato una pagina del film sul social MySpace. Sulla pagina, ha pubblicato un casting aperto per ragazzi e ragazze di età compresa tra 14 e 18 anni che erano "skaters, honor roll [studenti], cheerleader, punk, ragazzi di teatro, musicisti, artisti, consiglio studentesco [membri], atleti, vincitori di premi, skipper di classe, fotografi, membri della band, leader, seguaci, ragazzi timidi, clown di classe". Due sessioni di audizione si sono svolte il 3 agosto e il 5 agosto 2006, così come un ulteriore casting call per skateboarder esperti che recitassero come comparse nel film; un totale di 2.971 persone hanno partecipati ai casting. Gabe Nevins, non avendo mai recitato prima, ha sentito della chiamata al casting da un negozio di skateboard e inizialmente ha fatto un'audizione come comparsa. Nevins è stato scelto per il ruolo di protagonista, il quale egli disse era basato sulla sua innocenza che Van Sant credeva che mancasse ad attori addestrati Jake Miller, originario di Boise, Idaho, era in viaggio a Portland quando ha saputo della chiamata al casting e ha deciso di fare un provino con i suoi amici. Taylor Momsen era un attore professionista e ha ricevuto la sceneggiatura di Paranoid Park tramite il suo agente. Ha ottenuto il ruolo dopo aver inviato la sua audizione registrata a Van Sant. Il film presenta due apparizioni cameo: il padre di Alex è interpretato dallo skateboarder professionista ay "Smay" Williamson, e suo zio è interpretato dal direttore della fotografia del film Christopher Doyle. La maggior parte degli attori indossava i propri vestiti e ha scritto alcuni dialoghi dei loro personaggi per mantenere un senso di autenticità.

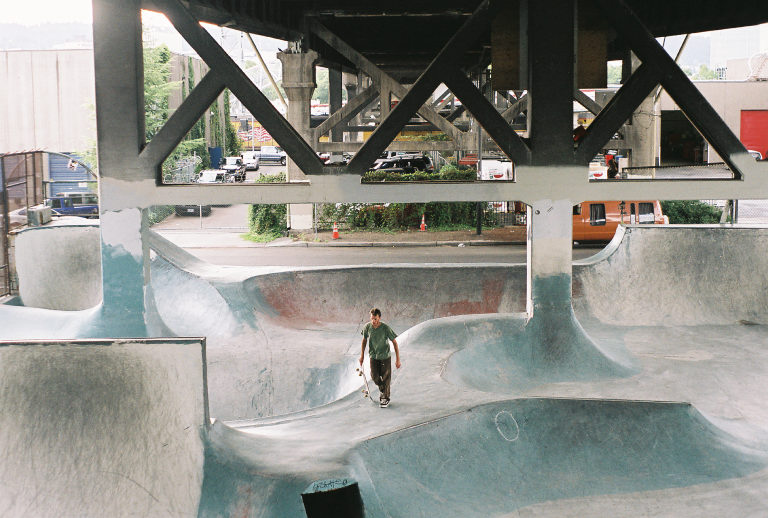
Il Burnside Skatepark di Portland, luogo delle riprese, è stato costruito clandestinamente da skateboarder come l'immaginario Paranoid Park.

Le riprese principali sono iniziate in Oregon nell'ottobre 2006. Le location delle riprese includevano la Portland State University, lo Steel Bridge, il St. Johns Bridge, il Lloyd Center, la Madison High School e la casa sulla spiaggia di Van Sant. Le scene dell'immaginario Eastside Skatepark sono state girate al Burnside Skatepark di Portland, che è stato, come l'Eastside, costruito illegalmente dagli skateboarder e successivamente approvato dalla città come skatepark pubblico. Van Sant ha detto che la sua richiesta di filmare a Burnside è stata trattata con un certo sospetto dagli utenti del park, poiché "quello che nessuno di loro voleva era che interpretassimo un'immagine banale del park." Il direttore della fotografia Christopher Doyle ha girato parti del film con un obiettivo grandangolare utilizzato per girare video sullo skate. Le sequenze di skateboard del film sono state girate su pellicola Super 8 mm, un mezzo comunemente usato nei video di skate, e il resto del film è stato girato su pellicola 35mm, il mezzo scelto da Van Sant.

## Distribuzione

### Distribuzione cinematografica
La prima mondiale di Paranoid Park si è tenuta il 21 maggio, al Festival di Cannes 2007. Il film è stato successivamente proiettato all'Auckland International Film Festival, all'Edinburgh International Film Festival, al Toronto International Film Festival, all'Athens Film Festival, al Raindance Film Festival, New York Film Festival, al Vienna International Film Festival e all'Oslo Films from the South Festival prima della sua uscita nelle sale. Il suo tour internazionale del circuito dei festival è continuato dopo la sua uscita negli Stati Uniti, ed è stato proiettato al Rotterdam International Film Festival, al Portland International Film Festival, al London Lesbian and Gay Film Festival, al Transilvania International Film Festival, al Midnight Sun Film Festival e al Cinepur Choice Film Festival.
Paranoid Park ha avuto una distribuzione limitata negli Stati Uniti il 7 marzo 2008. Ha incassato 30.678 dollari nel suo weekend di debutto, in due sale cinematografiche. La settimana successiva, si espanse a 22 località ed incassò 75.917 dollari con una media per schermo di 3.451 dollari ed un totale lordo di 118.784 dollari. Ha guadagnato altri 90.403 dollari da 36 località nella sua terza settimana con una media per schermo di 2.511 dollari ef un totale lordo di 241.672 dollari. Il film ha concluso la sua corsa nelle sale con un totale interno lordo di $ 486.767 e un incasso straniero di 3.994.693 dollari, per un totale mondiale di 4.481.460 dollari.

### Home video
Paranoid Park è stato distribuito in DVD in Canada il 22 luglio 2008, e negli Stati Uniti il 7 ottobre 2008. Il disco includeva i trailer di The Last Winter e How to Rob a Bank che precedono il film.

## Accoglienza

### Critica
Il sito Rotten Tomatoes riporta che il 77% di 124 recensioni raccolte del film sono state positive, con un punteggio medio di 6,97/10. Il consenso del sito afferma che "In Paranoid Park il regista Gus Van Sant cattura ancora una volta in modo superbo i dettagli della vita da adolescente, un ritratto silenziosamente devastante di un giovane che vive con colpa e ansia." Su Metacritic, che assegna un punteggio normalizzato di 100 alle recensioni dei critici mainstream, il film ha ricevuto un punteggio medio di 83 basato su 27 recensioni, indicando "un plauso universale".
Manohla Dargis del The New York Times ha descritto Paranoid Park come "un ritratto ammaliante e voluttuosamente bello di un adolescente" e come "un trionfo in scala modesta senza un momento falso o sprecato". Ha elogiato la regia di Van Sant, la fotografia e il realismo generale del film. Carina Chocano del Los Angeles Times hs riassunto il film come "una storia meravigliosamente cruda, ipnotizzante e ellittica". Ha elogiato in particolare il "lavoro di macchina da presa sognante" e la "regia semplice e carica". J. Hoberman ha scritto per The Village Voice che "Pochi registi hanno rivisitato le loro prime preoccupazioni con tanto vigore [come Van Sant]." Ha concluso la sua recensione dicendo: "Paranoid Park è meravigliosamente lucido: rende la confusione qualcosa di tangibile e il crepacuore la cosa più naturale nella vita." Todd McCarthy di Variety ha scritto che "Attraverso l'uso immacolato di immagini, suoni e tempo, il regista aggiunge un altro pannello alla sua serie di immagini sulla giovinezza disamorata e scollegata". Ha elogiato la cinematografia "adorabile" e la credibilità dei personaggi femminili, anche se ha ritenuto che la colonna sonora a volte fosse fonte di distrazione. Scrivendo per il periodico New York, David Edelstein ha affermato che il film era "una fusione soprannaturalmente perfetta dell'estetica da viaggio della testa del progetto di arte concettuale attuale di Van Sant e del romanzo per giovani adulti in prima persona finemente sintonizzato di Blake Nelson". Sentiva che Paranoid Park era diverso dai precedenti film "sperimentali" di Van Sant in quanto "funziona", anche se criticava la recitazione "clinicamente inespressiva" di Nevins. Peter Travers di Rolling Stone ha premiato il film con 3,5 stelle su 4 e ha commentato che la combinazione della colonna sonora con i 'miracoli' visivi della cinematografia, 'uno schiaffo di sfida a chiazza di petrolio formula di Hollywood, è ipnotizzante". In una recensione per The Hollywood Reporter, Kirk Honeycutt ha definito il film "uno dei migliori film [di Van Sant] ancora".
In alternativa, William Arnold del Seattle Post-Intelligencer ha classificato il film come C+ e lo ha descritto come "un film sull'incapacità del suo eroe adolescente di esprimere i suoi sentimenti: a se stesso, ai suoi genitori, ai suoi amici e, sfortunatamente, al pubblico". Ha criticato la cinematografia "amatoriale", i "tentativi di mistero" e il cast "di legno". Andrew O'Hehir di Salon.com ha scritto che le "rappresentazioni altamente estetizzate e stilizzate della vita adolescenziale di Paranoid Park a volte sembrano come se fossero state riprese dall'estremità sbagliata di un telescopio". Sentiva che il dialogo era "ripetitivo"e quell'esistenza adolescenziale, così come rappresentata nel film, era meno realistica della maggior parte dei cliché di Hollywood. Il critico Armond White del New York Press ha scritto che, nel film, "Van Sant si rivolge alla sottocultura degli adolescenti, solo per imbalsamare la sua insoddisfazione in arte" e l'ha trovato "pieno di cliché di film d'arte". David Edwards, scrivendo per il The Daily Mirror, ha definito il film "Triste con la D maiuscola" e "lento, malinconico, ma per lo più semplicemente strano".

### Liste Top Ten
Il film è apparso nelle prime dieci liste dei migliori film del 2008 da parte della critica::
- 3° – J. Hoberman, The Village Voice[48]
- 4° – V.A. Musetto, New York Post[48]
- 5° – Liam Lacey, The Globe and Mail[48]
- 5° – Scott Tobias, The A.V. Club[48]
- 5° – Sheri Linden, The Hollywood Reporter[48]
- 6° – Manohla Dargis, The New York Times[48]
- 6° – Rene Rodriguez, The Miami Herald[48]
- 8° – Noel Murray, The A.V. Club[48]

## Riconoscimenti
- 2007 - Festival di Cannes[16][49][50][51]
  - Premio speciale del 60º anniversario
  - Nomination Palma d'oro
- 2007 - Cahiers du cinéma[52].
  - Miglior film
- 2007 - International Cinematographers' Film Festival Manaki Brothers
  - Bronze Camera 300
  - Nomination Golden Camera 300
- 2008 - Bodil Awards
  - Nomination Miglior film americano
- 2008 - Boston Society of Film Critics Awards[53]
  - Miglior regista
  - Miglior fotografia
  - Nomination Miglior montaggio
- 2008 - Independent Spirit Awards[54]
  - Producers Award
  - Nomination Miglior film
  - Nomination Miglior regista
- 2008 - Indiewire Critics' Poll
  - Nomination Miglior film
- 2008 - Italian Online Movie Awards
  - Nomination Miglior montaggio
- 2009 - International Cinephile Society Awards
  - Miglior fotografia
  - Nomination Miglior sceneggiatura adattata
  - Nomination Miglior montaggio
- 2009 - International Online Cinema Awards
  - Nomination Miglior sceneggiatura adattata
  - Nomination Miglior fotografia
  - Nomination Miglior Sound Mixing
- 2009 - National Society of Film Critics Awards
  - Nomination Miglior regista

## Colonna sonora
La maggior parte delle scelte musicali è avvenuta durante il processo di montaggio; Van Sant e gli editori hanno ascoltato le raccolte di iTunes l'uno dell'altro mentre lavoravano e usavano le canzoni che sentivano che pensavano funzionassero bene. I paesaggi sonori del film — descritti da Sam Adams del Los Angeles Times come "una pioggia di rumori stranieri" — sono stati per lo più realizzati dal musicista Ethan Rose e descritti da Van Sant come "molto complicati". Randall Roberts di LA Weekly ha elogiato molto la colonna sonora, scrivendo: "Non capita troppo spesso che la musica di un film modifichi il mio filtro visivo e sonoro a tal punto che in realtà percepisco un'intera classe di persone [skateboarder] sotto una nuova luce, con più profondità o empatia o qualsiasi altra cosa." La colonna sonora è stata pubblicata per la prima volta in Francia nell'ottobre 2007 e negli Stati Uniti nel marzo 2008 in concomitanza con l'uscita del film.
1. Gradisca E il Principe – 2:25 – Nino Rota
2. Angeles – 2:54 – Elliott Smith
3. The White Lady Loves You More – 2:24 – Elliott Smith
4. Il Giardino Delle Fate – 2:13 – Nino Rota
5. I Can Help – 4:00 – Billy Swan
6. Tunnelmouth Blues – 3:10 – Henry Davies
7. Outlaw – 4:08 – Cast King
8. Strongest Man in the World – 5:37 – Menomena
9. I Heard That – 3:59 – Cool Nutz
10. La Porticina Segreta – 1:52 – Nino Rota
11. We Will Revolt – 1:58 – José Ramires
12. L'Arcobaleno Per Giulietta – 1:23 – Nino Rota
13. Sinfonia n. 9, 4. – 3:20 – Ludwig van Beethoven (compositore)
14. Song One – 4:05 – Ethan Rose
15. La Chambre Blanche – 4:00 – Robert Normandeau
16. Walk Through (Resonant Landscape) No. 2 – 3:45 – Frances White